# 春樹
春樹（しゅんじゅ）は中華人民共和国の作家。80後を代表する人物の一人。本名は林嘉芙。

## 経歴
9歳の時、春樹の一家は人民解放軍の幹部の父に従って北京市に転居、北京市内の西苑中学に入学したが、その後重苦しい校風と環境に反発し2000年に中退、正式に創作活動の生活に入った。2002年に自伝的小説『北京ドール』を出版しその社会的影響より中国の文壇で注目される存在となった。
趣味は詩歌などに接することであり、詩歌に対する興味はが散文や小説に勝ると発言している。またパンクやロックなどの音楽にも傾倒している。

## 作品
- 『北京ドール』（ISBN 978-4062117197, 北京娃娃, 2002）
- 『長達半天的歓楽』（长达半天的欢乐, 2003）
- 『抬頭望見北斗星』（抬头望见北斗星, 2004）
- 『長安街少年和玩火』（长安街少年和玩火, 2004）
- 『激情万丈』（2005）
- 『2条命』（2005）
- 『春樹四年』（春树四年, 2006）
- 『她叫春樹』（她叫春树, 2006）
- 『紅孩子』（红孩子, 2007）